# 나이트록실
나이트록실, 니트록실(Nitroxyl), 아자논(azanone, IUPAC 명칭)은 화합물 HNO이다. 기체 상태로 존재하는 것으로 잘 알려져 있다. 나이트록실은 용액 상태에서는 단명하는 중간 물질로 형성이 가능하다. 짝염기 NO− 니트록시드 음이온은 일산화 질소(NO)의 환원형이며 이산소와 등전자 구조이다. H–NO의 결합 해리 에너지는 49.5 kcal/mol이며 이는 수소원자 결합에 쓰이기에는 대단히 약하다.